# 東京都立上野高等学校
東京都立上野高等学校（とうきょうとりつうえのこうとうがっこう）は、東京都台東区上野公園に所在する東京都立高等学校。「上高」の通称で呼ばれている。旧学区は第5学区。

## 概要
1924年に関東大震災後の学校不足解消のために、旧東京市が第二東京市立中学校として開校。
本校は上野公園の端、東京芸術大学上野キャンパスと上野動物園に接しており、東京大学本郷キャンパスからも徒歩圏の文教地区内に位置する。立地の良さを生かし、それら近隣の文化施設への訪問を授業や課外活動や進路指導に取り入れている。
全日制の卒業生数は2019年時点で2万2千人、定時制の卒業生数は閉課程前の2002年時点で7800人を超え、各界に著名人を輩出している。
旧制中学（第二東京市立中学校）時代は進学校だった。新制高等学校（東京都立上野高等学校）になってからも1960年代までは東京大学合格者を30名-40名前後輩出しTOP20位以内に入っていた。しかしその後、学校群制度（1967年から1981年）を嫌った学力の高い生徒が私立中高へ流出したことや、学生運動後の本校の自由な校風が進学に不向きとして敬遠されるようになり、都立高校受検でほぼ全入が続き入学者の学力低下を招いた。その結果学校群制度が廃止された後も、同じ学校群を組んでいた白鷗高校（厳しい生活指導と現役大学合格を目指す進学指導で知られていた）に比べ進学実績が低迷した。しかし低迷期にあっても芸術系大学に強いという特徴は維持した。
2003年（平成15年）、文部科学省により学力向上フロンティア・ハイスクールに指定された。続く2004年（平成16年）には東京都教育委員会から重点支援校に指定（2011年（平成23年）再指定）され、一時限45分・7時間授業の導入や土曜授業の復活、教員公募制の実施や夏休みの勉強合宿が開かれている。2005年（平成17年）度入学生から特別進学クラスが2クラス設置された。また、「東部地域の進学校の充実、かつての名門校の復活」を目的に、2014年（平成26年）4月、進学アドバンス校に指定（2019年（令和元年）5月同じ目的により再指定）、さらに2016年（平成28年）4月、英語教育推進校指定校となる。これらの施策の結果、徐々に国公立大学合格者数をはじめとする進学実績が向上して来ている。また、近年では都立高の中でも高倍率となることが多くなってきた。（2025年では受験状況としての倍率は1.79倍である）
1969年に発生した学生運動以来の私服校であったが、2006年度から標準服が導入された。2016年度入学の71期生から制服が導入された。一般入試においては都の共通問題を使用している。学生運動以来生徒会はなく、行事毎に有志が集い運営するのが伝統となっている。生徒会のように継続的な運営母体がないため、有志が集まらないと行事も行われない。

## 交通アクセス
東日本旅客鉄道（JR東日本）・東京地下鉄 日比谷線・銀座線 上野駅・京成上野駅から、上野公園を横断して徒歩13分。東京地下鉄 千代田線根津駅からは徒歩7分に位置する。
赤羽、池袋方面から来る生徒は、日暮里駅から谷中霊園を通って通学する生徒も多い。
かつて京成電鉄博物館動物園駅が本校から徒歩約5分前後の最寄駅であったが、1997年同駅が利用停止（2004年に廃止）されたため利用できなくなった。
自転車を用いて通学する生徒も存在する。

## 施設
- 現校舎は本棟、別棟、体育館棟、グラウンドからなる。体育館を除き土足の一足制である。
- 本棟は地上5階、地下1階（傾斜地にあるため実際は半地下）。
- 地下1階に駐輪場。
- 別棟1階に自習室。自習室は180人まで収容、平日19時まで利用可。
- 本棟屋上にプール。
- グラウンド2面。グラウンドが狭いため運動会は外部の公共施設を利用して開催。歩道橋が設置されているため、学校敷地外に出て道路を横断する必要はない。
- 別棟に図書館や視聴覚室（320人まで収容）など。
- 校外施設として、公益財団法人上高会が長野県東御市に上ノ原山荘を所有・管理。本校関係者が利用可。

## 校訓・教育目標
本校の校訓は、初代校長高藤太一郎が大正デモクラシーの精神を汲んで定めた簡潔な標語であり、全日制・定時制・通信制に共通である。この校訓を土台にして、課程や時代に応じてそれぞれ具体的な教育目標が定められた。

### 校訓
- 「自主協調」

「己を持するや自主、他と共にするや協調」の根本に立ち、個性の伸長に努め、自主的に行動するとともに、人格と人権を尊重して互いに協力し合う態度を身に付けさせる。さらに自律的な態度を伸長するとともに、規範意識を高め、社会の一員として社会に貢献できる人間の育成を目指す。
- 「叡智健康」

高い知性と豊かな情操を養い、自ら学び考え行動する創造力を身に付けさせるとともに、体力を向上させ、社会の発展に貢献し得る心身共に健康な人間の育成を目指す。

### 教育目標（全日制・進学アドバンス校指定後）
- 校訓「自主協調」「叡智健康」のもと、「学力」「進学実績」「人間性」の三つの向上を目指す。
- さらに、東京都立上野高等学校は、「地域・東京を代表する進学校」「名門校の復活」を目指す。
- 「名門校の復活」とは、社会を牽引するリーダーを育成することを意味する。

### 教育目標（定時制・閉課程まで）
- 知性と情操に基づく個性の確立を図る。
- 自主的な意志による積極的な行動を促進する。
- 勉学と勤労を貴び、生涯にわたる学習の基礎を培う。

### 目指す学校像（通信制・閉課程まで）
通信制課程の特徴を生かし、生徒のライフスタイルや将来像に応じて、学習支援や進路指導を充実させ、不登校・中途退学などの教育課題の解決を図るとともに、通信制課程の特徴を積極的に生かすことを目的として入学する生徒一人一人の自己実現を図る。そのためにカリキュラムの改善、情報通信技術等を活用した学校運営等の改善等を図り、時代に即応した新しいタイプの通信制課程の学校づくりを推進する。
- 生徒のライフスタイルや学校教育に対するニーズに応じた教育サービスのできる学校
- 基礎的・基本的な学力を身につけ、社会人としての教養や判断力を身につけ、豊かな人間性を育む学校
- 生徒の実態に応じた進路実現を果たす学校
- 通信制課程の特色を生かし、定通が一体となった教育を推進する学校

## 沿革
- 1924年（大正13年） - 第二東京市立中学校として開校
  - 4月14日 - 設立許可。
  - 4月27日 - 上野公園内自治会館の一部を仮校舎とし第一回入学式挙行（開校記念日）。
  - 11月7日 - 下谷高等小学校の新校舎を仮校舎に移転。
- 1926年（大正15年）5月12日 - 東叡山寛永寺護国院より、現所在地台東区上野公園10－14 敷地譲受決定。
- 1927年（昭和2年）東叡山寛永寺護国院より同敷地譲受、校舎（旧校舎）建築開始。
- 1928年（昭和3年）
  - 3月23日 - 校舎落成。
  - 11月11日 - 平林寺に体育園完成。
- 1934年（昭和9年）4月27日 - 創立十周年記念式典挙行。
- 1935年（昭和10年）3月20日 - 併設の夜間中学が東京市に移管され、東京市立上野中学校として開校。
- 1943年（昭和18年）7月1日 - 都制施行により、東京都立上野中学校の昼間部と夜間部となる。
- 1947年（昭和22年） 4月1日 - 学校教育法施行に伴い併設中学校設置。現在の台東区立上野中学校[13]。
- 1948年（昭和23年）
  - 2月1日 - 通信制課程設置。
  - 4月1日
    - 学制改革により、東京都立上野新制高等学校となる。
    - 夜間課程（従来の定時制2部）の分校として「三河島分校」を荒川区南千住町1丁目70番地に設置する。
- 1949年（昭和24年）4月1日 - 男女共学開始。
- 1950年（昭和25年）
  - 4月1日 - 東京都立上野高等学校と改称。
  - 4月10日 - 女子50名が入学。名実ともに男女共学校となる。
  - 7月20日 -「三河島分校」を荒川区南千住8丁目100番地に移転させ、「荒川分校」と改名。
- 1952年（昭和27年） - 学区合同選抜制度導入。
- 1958年（昭和33年） 4月16日 - 食堂開始（全日制用）。
- 1960年（昭和35年） - 「荒川分校」が独立して東京都立荒川高等学校（後の東京都立荒川工業高等学校）となる。
- 1961年（昭和36年）4月1日 - 補習科設置。
- 1966年（昭和41年）10月8日 - 長野県小県郡東部町に上ノ原山荘竣工。
- 1967年（昭和42年）- 学校群制度が施行され、白鷗高校と52群を組む。補習科廃止。
- 1969年（昭和44年）- 学校内民主化を目的に学園紛争（学生運動）発生。生徒と教員の間の話し合いで解決。制服廃止、生徒会廃止、代わって有志制度[14]開始。定期テストが廃止され、自主ゼミ開始[15]。
- 1973年（昭和48年）
  - 2月28日 - 食堂閉鎖（全日制用）
  - 6月30日 - 体育園を平林寺に返還。
- 1974年（昭和49年）4月 - 通信制用託児室開設。
- 1982年（昭和57年） - 学校群制度が廃止され、グループ選抜制度に移行。51グループに所属する。
- 1985年（昭和60年） - 旧校舎の老朽化により改築決定。
- 1990年（平成2年）- 体育館を含む新校舎（現校舎）完成。
- 1994年（平成6年）- 単独選抜に移行。
- 2000年（平成12年）11月 - 教育改革国民会議による学校視察。
- 2003年（平成15年） - 文部科学省により学力向上フロンティア・ハイスクールに指定される[5][6]。
- 2004年（平成16年）- 創立80周年記念式典挙行。
- 2004年（平成16年）- 東京都教育委員会により、東京都の重点支援校に指定される。
- 2005年（平成17年）- 通信制が一橋高校通信制へ移転される。
- 2006年（平成18年）- 通信制一橋分校閉課。標準服導入。
- 2009年（平成21年）3月 - 定時制閉課。
- 2011年（平成23年）- 東京都教育委員会により東京都の重点支援校に再指定される[7]。
- 2014年（平成26年）4月 - 東京都教育委員会により「東部地域の進学校の充実」、「かつての名門校の復活」を目的に進学アドバンス校に指定される。
- 2015年（平成27年）1月 - 創立90周年記念式典挙行。
- 2016年（平成28年）4月
  - 71期生から制服導入。
  - 東京都教育委員会により英語教育推進校に指定される。
- 2018年（平成30年）4月18日 - 当校勤務の教諭(当時47)が児童売買で逮捕される。
- 2019年（令和元年）5月 - 東京都教育委員会により進学アドバンス校に再指定される。
- 2022年（令和4年）- 東京都教育委員会により英語教育研究推進校に指定される。[12]
- 2023年（令和5年）4月1日 - 東京都教育委員会より進学指導推進校に指定される。[16]
- 2024年（令和5年）10月 - 創立100周年記念式典を東京文化会館において挙式。[1]
- 2024年（令和6年）- 東京都教育委員会から海外学校間交流推進校に指定される。[1]

## 主な年間行事
- 4月 入学式
- 4月 対面式
- 5月 校外学習
- 5月 運動会
- 6月 芸術鑑賞教室
- 9月 東叡祭（全日制文化祭）
- 11月 修学旅行（2年生）
- （11月 銀杏祭（定時制文化祭）定時制閉課により終了）
- 12月 不忍駅伝
- 3月 球技大会
- 3月 卒業式

## 主な部活動

### 全日制
- 男子バレーボール、女子バレーボール、男子バスケットボール、女子バスケットボール、陸上競技、バドミントン、サッカー、ハンドボール、硬式テニス、ソフトテニス、軟式野球、水泳、剣道、錬身（柔道）、ダンス、チアダンス、卓球、吹奏楽、演劇、茶道、天文地学、生物、漫画研究、軽音楽、合唱、囲碁将棋、アコースティックギター、文芸、美術、写真、料理研究
- 男子バレーボールの強豪校。関東大会に7回出場（2019年時点）[17]。本校の推薦入試においてバレーボールで実績のある男子生徒を対象にスポーツ推薦枠3名が設けられている。
- 軟式野球部は昭和25年の第5回国民体育大会で優勝。近年では平成27年度夏季大会と平成28年度春季大会で東京都ベスト16に入賞している。
- 東叡祭（文化祭）では男子水泳部員によるラインダンスが伝統の催し物となっていた。（2024年現在は行われていない）

### 定時制（2008年度末で終了）
- 野球、サッカー、テニス、バスケットボール、卓球、バレーボール、バドミントン、山岳、陸上、外国文化、音楽、英語、散策、ダンスなど
- 定時制、通信制は男子バスケットボールの強豪校であった。全国高等学校定時制通信制バスケットボール大会で定時制は優勝1回準優勝5回3位2回、通信制は優勝1回3位1回。

## 関連団体
- 東叡会 - 同窓会[18]
- 上高会 - 本校PTAから発展し発足した後援会。上ノ原山荘（長野県東御市）の所有・管理、生涯学習支援等。当初は平林寺から土地を借りて建設した体育園の管理も行っていた[19]。

## 著名な出身者
政治
- 加地良光（元アナウンサー、政治家・福岡県小郡市長）
- 黄信介（台湾民主進歩党3代目党首）
- 馬淵澄夫（元国土交通大臣・元総理大臣補佐官・衆議院議員）
- 吉川春子（元日本共産党参議院議員）

行政
- 有留武司（ゆりかもめ社長、東京都環境局長）
- 石黒憲彦（日本電気副社長、経済産業審議官、経産省経済産業政策局長）
- 熊澤英昭[20][21]（農林水産省事務次官、チェコ駐箚特命全権大使）

経済
- 岡素之（住友商事社長）
- 小野一志（オノデン社長・秋葉原電気街振興会会長）
- 海輪誠（東北電力社長）
- 神林留雄（元NTTデータ社長）
- 茂木友三郎（キッコーマン会長・CEO）
- 本田勝彦（JT社長）
- 渡辺滉（元三和銀行頭取）

法曹
- 北島敬介（弁護士・検事総長）

学術
- 青木正美（古書店主・作家、定時制課程中退）
- 浅香幸雄（地理学者、東京教育大学名誉教授、専修大学教授、富山県教育委員会長）
- 飯島澄男（化学者・名城大学理工学部教授・文化功労者）
- 池田清彦（評論家、生物学者、早稲田大学名誉教授、山梨大学名誉教授、東京都立大学 (1949-2011)理学博士）
- 池田賢市（教育学者・中央大学文学部教授）
- 石井規衛（東京大学名誉教授・西洋史）
- 石毛直道（文化人類学者・民族学者・国立民族学博物館名誉教授）
- 石田五郎（天文学者・旧制中学）
- 市川平三郎（国立がんセンター名誉院長）
- 岩田孝三（地理学者、東京学芸大学名誉教授）
- 大石学（日本史・時代考証、東京学芸大学教授）[要出典]
- 尾形仂（芭蕉研究者・元東京教育大学文学部教授）
- 小川誠二（物理学者・東北福祉大学特任教授）
- 加納隆（経済学者・一橋大学教授）
- 川内野三郎（成蹊大学名誉教授・英文学者）
- 北野大（化学者・明治大学教授）
- 木山英雄（中国文学者・一橋大学名誉教授）
- 黒岩眞吾（千葉大学教授）
- 小島定吉（東京工業大学教授・数学）
- 櫻井芳生（社会学者・鹿児島大学教授）
- 椎名勇（有機化学者・東京理科大学教授）
- 椎名慎太郎（行政法学、環境法学、文化法学研究者、山梨学院大学名誉教授）
- 高橋義孝（ドイツ文学者・旧制中学）
- 竹内誠[22]（江戸東京博物館長・東京学芸大学名誉教授）
- 津田和男（教育者・国連国際学校教員）
- 堤精二（国文学者・お茶の水女子大学名誉教授）
- 中村雄二郎（哲学者・明治大学名誉教授）
- 二階堂善弘（中国文学者、関西大学教授）
- 西尾修（仏文学者、慶應義塾大学教授・定時制卒業）
- 堀源一郎（天文学者・旧制中学）
- 堀秀道（鉱物学者）
- 安良岡康作（国文学者・東京学芸大学名誉教授）
- 矢野健太郎（数学者・旧制中学）
- 山崎正一（東京大学名誉教授・哲学）

文化
- 荒木経惟（写真家）
- 安藤達己（映画監督）
- 市川都志春（作曲家、教育芸術社社長・旧制中学）
- 磯崎憲一郎（小説家 / 芥川賞受賞者）
- 太田武彦（作詞家」）
- 小椋佳（音楽家）
- 神風正一（大相撲力士・旧制中学）
- 牛次郎（漫画原作者、僧侶、小説家、作曲家、建築家・中退）
- 桑原甲子雄（写真家）
- 小森厚（上野動物園他動物園職員、文筆家・夜間部卒）
- 斎藤守弘（科学評論家、SF作家）
- 桜本富雄（詩人・評論家）
- 杉田弘毅（ジャーナリスト）
- 須田慎一郎（ジャーナリスト）
- 高谷玲子（作家、東京都立上野高等学校荒川分校卒業）
- 立花隆（ジャーナリスト・2年で編入、東京大学講師）
- 沼田健（イラストレーター）
- 野上透（写真家）
- 羽生善治（将棋棋士 / 3年で通信制に転入）
- 福田恆存（英文学者、劇作家、評論家・旧制中学）
- 藤原肇（評論家、石油開発コンサルタント）
- 増田みず子（小説家・定時制卒業）

芸能
- 浅野温子（女優）
- 飯田和平（俳優・声優）
- 池部良（俳優）
- 榎田路子（元アイドル、女優・通信課程卒業）
- 大宮敏光（コメディアン・旧制中学）
- 小川尚信（俳優）
- 小島岩（俳優）
- 暮林修（俳優・1級造園施工管理技士）
- 齊藤紀子（テレビプロデューサー）
- 笹本れいか（女優）
- 尻無浜冴美（アイドル、モデル、タレント）
- 鈴木杏樹（女優）
- 諏訪部順一（声優、ナレーター）
- 橋本一子（音楽家、声優）
- 平野レミ（料理愛好家、タレント / 中退）
- 増谷キートン（お笑い芸人）
- 大野まりな（声優、元歌手）
- 南谷朝子（女優）
- 宮口精二（俳優 / 旧制東京市立第二中学校入学、本校夜学の上野夜間中学卒業）
- 矢口真里（タレント / 通信制中退）
- 柳家小はん（落語家）
- 山﨑努（俳優 / 定時制）
- 渡辺文雄（俳優）

その他
- 神田順治（東大野球部監督・元東京大学教授）
- 申在範（元サッカー選手、現指導者・通信制卒業）
- 肥後亨（政治活動家）
- バトルホーク風間（プロボクサー）
- 山口健治（元競輪選手、現競輪評論家・東京都立上野高等学校中退）
- 田中瞳（テレビ東京アナウンサー）

東京都立上野高等学校教諭・関係者
- 朝倉隆太郎（地理学者、教育学者・1947年まで旧制東京都立上野中学校教諭・宇都宮大学教授、筑波大学教授・上越教育大学教授）
- 佐藤猛郎（英文学者・東京都立上野高等学校教諭、帝京技術科学大学、つくば国際大学教授）
- 重富健一（農業経済学者、1947年まで旧制東京都立上野中学校教諭、東洋大学名誉教授）
- 田村虎蔵（音楽教育家、作曲家・東京都立上野高等学校（旧制第二東京市立中学校）校歌作曲・作曲当時旧制第二東京市立中学校音楽教諭）
- 時枝誠記（国語学者、文学博士・1925年から1927年まで旧制第二東京市立中学校（現：都立上野高校）教諭、国語学会代表理事・1961年東京大学名誉教授、早稲田大学教授）
- 利根川裕（作家]テレビ番組司会者・1959年まで東京都立上野高等学校教員）
- 西尾実（国文学者、元旧制第二東京市立中学校教員、元国立国語研究所所長、法政大学名誉教授）
- 浜野知三郎（漢学者、1926年（大正15年）から1933年（昭和8年）まで第二東京市立中学校教諭）
- 藤村作（国文学者、東京帝国大学名誉教授・東京都立上野高等学校（旧制第二東京市立中学校）校歌作詞者）
- 宗方俊遃（教育者・元都立高校生物学教員）1985年（昭和60年）-1987年（昭和62年）東京都立上野高等学校教頭
- 守屋富生（英文学者・1948年から1953年まで東京都立上野高等学校教諭・早稲田大学文学部名誉教授）

## 校歌
この校歌は大正13年（1924年）に第二東京市立中学校として開校した当時に制定された。元は三番まであり現在の二番が三番だったが、旧二番の内容が軍国主義的であったとされ戦後になってから三番は無くなり、旧三番が二番となり現在に至る。
また、作家の森まゆみが地域雑誌『谷根千』90号の表紙裏に同校歌について以下のように書いた。
「驚いた。“負けた側”を讃える校歌があるなんて。徳川の世に殉じて新時代の到来に命を捧げた至誠ゆかりの地。どんなに学びの道が険しかろうと、人生波乱万丈であろうと、仁愛正義」の赤白旗を揚げた彰義隊のように、「人を頼まぬ雄々しい心」で行こう。」
作曲：田村虎蔵（東京高等師範学校助教授・童謡作家/当時本校の音楽教諭）
作詞：藤村作（東京帝国大学名誉教授）

## 特徴
- 本校は都民に広く学問を学ぶ機会を与えるために、全日制に加えて1924年12月（当初は私設の夜間中学）から2009年3月まで定時制併設、また1948年2月から2006年3月までは通信制も併設されていた。3つの課程が併設されていた高校は当時都内で本校だけであった（1991年4月に新宿山吹高校が開校するまで本校が都立で唯一の通信制）。その後、都立高校統廃合により、定時制は2008年度末に閉課程（台東区の定時制は旧台東商業高校の校舎に新設された浅草高校に統合）し、通信制は2006年度をもって一橋高校に移転された。通信制の移転は新学年から順次行われ、移転中は通学先が一橋高校となったが卒業した学校（卒業証明書の発行元）は上野高校として扱われるため一橋分校と呼ばれた。
- 本校定時制は、本校初代校長の高藤太一郎が関東大震災で被災した生徒を救うために第二東京市立中学校内に1924年12月に私設した「上野二中夜間中学」に起源を発する。当時の他の夜間中学（夜学）と同様、設立当初は正式な中学校とは認められなかったが、次第にその公益性が認められ、1935年3月に東京市に移管され東京市立上野中学校として正式認定された[24]。このような経緯により、同じ校舎内に昼間部が第二東京市立中学校、夜間部が東京市立上野中学校という名称で併設されており、学校名に「上野」が付いたのは実は定時制のほうが先であった。本校にとっては認定や公立移管の有無に関わらず既に夜学の運営実績を持っていたことをもって、全日制と定時制は同じ1924年の創立としている。
- 本校通信制は都内で最も学費の安い高校であった。例えば2004年度の通信制の学費は都立全日制の3分の1以下で、内訳は入学考査料950円、入学料500円、受講料1年生9科目で7290円、生徒会費770円、日本スポーツ振興掛金140円、本校指定体育館シューズ2000円、教科書・学習書2～3万円で、合計年間4～5万円程度であった。また、子育て中の生徒の支援のため乳幼児用の託児室もあり、月2回から3回のスクーリング(登校日)時の託児室利用料はわずか年間600円であった。2003年度には20名の生徒が託児室の利用登録していた。
- 本校通信制は卒業までの在籍年数の上限を設けていなかった。そのため、毎年受講料を納め続けて卒業せずに10年も20年も在籍している生徒がいた。本校通信制を一橋高校に移転する際に上限が6年と定められ、現在はそのような長期在籍生徒はいなくなっている[25]。
- 東京都立上野高等学校は2つ校庭を持っている。一つは校舎の隣にある第一グラウンド。もう一つは道路（公道）を挟んで向かい側にある第二グラウンド。校舎から第2グラウンドへは道路上に架けられた歩道橋を使って行くことができる。その道路上に町丁目境界が敷かれているため、校舎側の第一グラウンドの「台東区上野公園」の住所に対して、第二グラウンドは「台東区池之端4丁目」の住所を持つ。
- 本校には生徒会が無く、文化祭や体育祭となどの学校行事の運営は「有志」が担っている。「有志」には人数制限や選挙等はなく、生徒は立候補すれば誰でもなることができる。[1]

## 過去の施設
- 東京都立上野高等学校の現校舎の通用門は、旧（前）校舎時の正門であった。旧校舎存在時、正門を入ると、大銀杏が左側に、旧校舎は右側に位置していた。
- 開校時、生徒の体格・体力の向上を教育目標に掲げていたが、グラウンドが狭く十分な運動ができなかった。交渉の結果、埼玉県新座市の平林寺が所有する土地を借りることができ、1928年（昭和3年）に体育園を建設した。寺の周囲には青少年を誘惑するものがなく精神の修養にも良いとされた。体育園の敷地は野火止用水に沿って陣屋通りを挟んで南北に分かれ、北側に合宿所、南側に運動場があった。名目は昭和天皇即位を記念しての建設事業であった（同様の記念事業は日本各地で行われた）ため、当初の正式名は「御大典（ごたいてん）記念第二東京市立中学校体育園」であった。戦後、名称から御大典記念を外し、「上野高校体育園」として引き続き運動会や部活の合宿等に利用していた。しかし寺側との戦前の借地約束の有効性のトラブルから裁判となり、敗訴し1973年（昭和48年）に寺に敷地を返還した。合宿所跡にはその後カエデが多数植えられ、今では平林寺境内の紅葉の名所となっている。